# Jiří Lábus

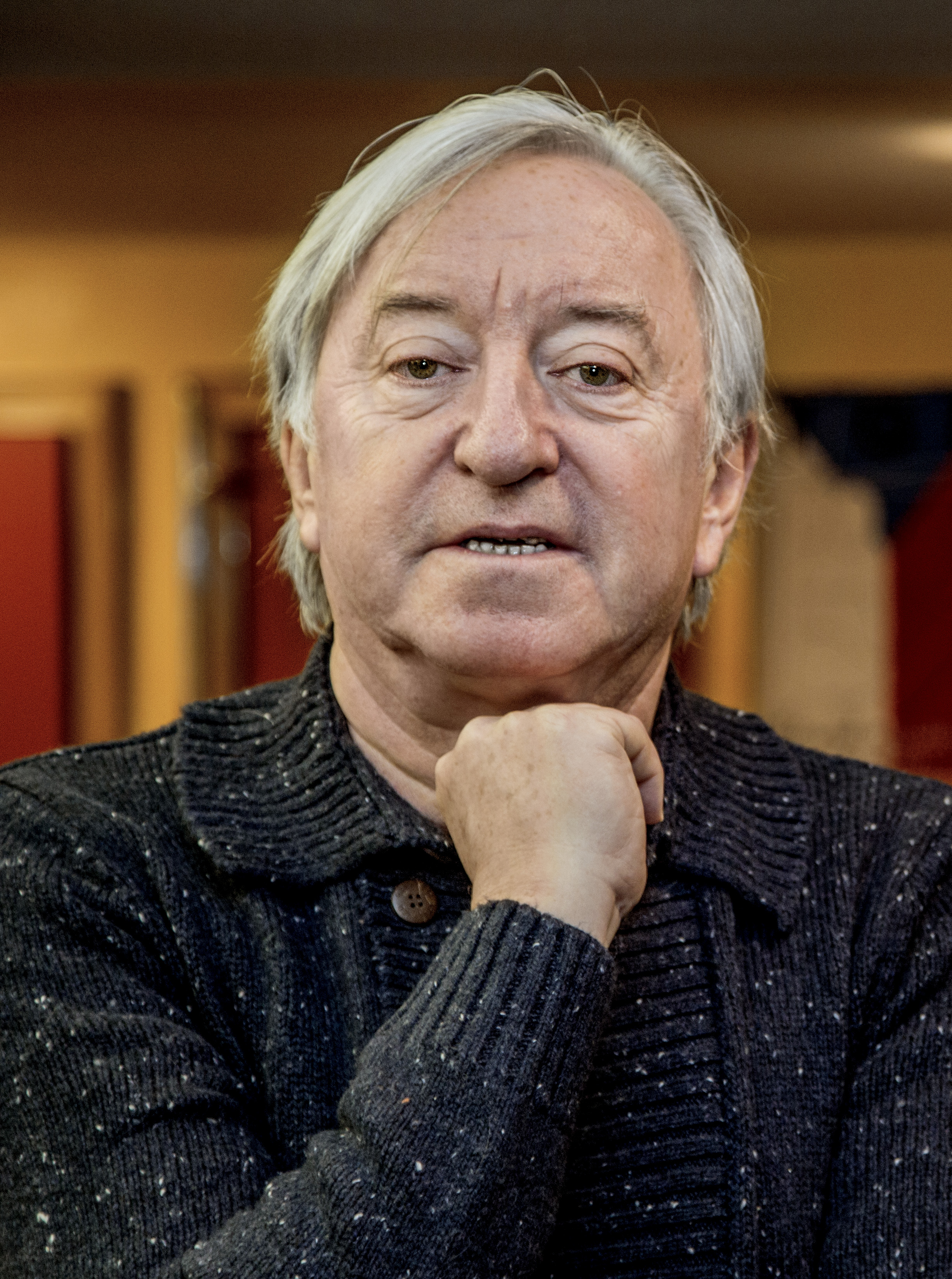
Jiří Lábus (2015)

Jiří Lábus (* 26. Januar 1950 in Prag) ist ein tschechischer Schauspieler, Komiker und Synchronsprecher.

## Leben
Der Vater von Jiří Lábus arbeitete als Architekt, die Mutter war Krankenschwester. Sein jüngerer Bruder ist der Architekt Ladislav Lábus (* 1951). Bereits in jungen Jahren kam er durch seine Mutter mit der Theaterwelt in Berührung und entschied sich für eine Schauspielkarriere. Nach dem Abitur 1968 studierte er an der Akademie der musischen Künste in Prag (DAMU), die er 1973 mit der Rolle des Mackie Messer in der Žebrácká opera abschloss. Während seines Wehrdienstes war er Mitglied des Armeekünstlerensembles Víta Nejedlého, wo er unter anderem als Conférencier des Tanzorchesters tätig war. Seit 1972 ist er festes Ensemblemitglied des Prager Theaters Studio Ypsilon, das 1978 von Liberec nach Prag übersiedelte. Zudem tritt er als Gast im Divadlo Viola (Weinstube Viola), im Divadlo Kalich und in weiteren Theatern auf.
Lábus wurde vor allem durch seine Rollen in tschechischen Märchen- und Kinderfilmen bekannt, darunter Pan Tau und Die Besucher. Besonders populär ist seine Verkörperung des verschlagenen „Hofzauberers zweiter Kategorie“ Rumburak in der erfolgreichen Serie Die Märchenbraut (ČSSR 1979) sowie deren Fortsetzungen Der Zauberrabe Rumburak (ČSSR 1984) und Die Rückkehr der Märchenbraut (Tschechien 1993).

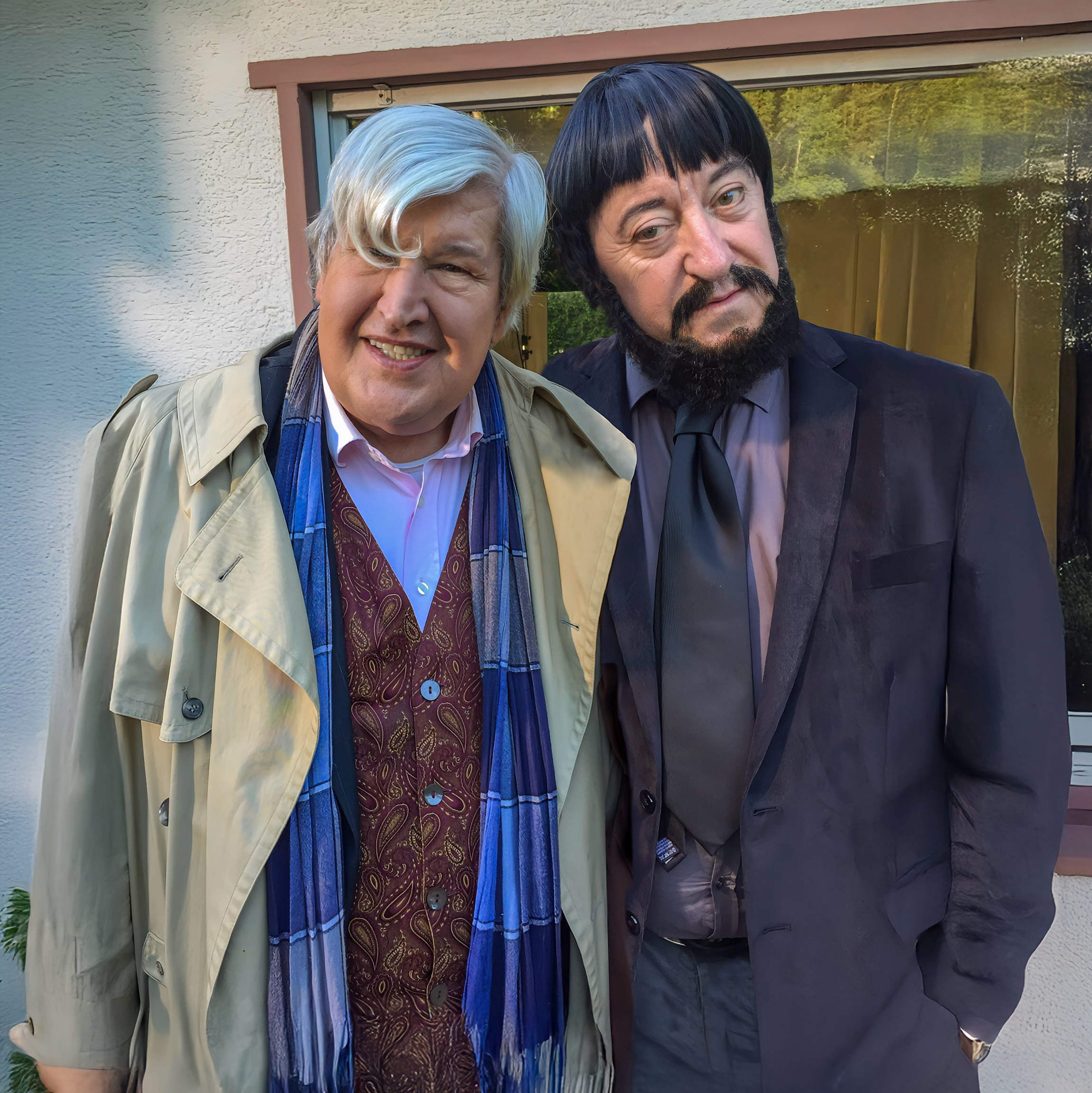
Jiří Lábus zusammen mit dem deutschen Schauspieler Helmut Krauss während Dreharbeiten in Baden-Baden

Für seine schauspielerischen Leistungen erhielt Lábus mehrere Auszeichnungen. 1994 wurde er für seine Nebenrolle als Onkel Jakob in Vladimír Micháleks Film Amerika mit dem Český lev ausgezeichnet. 1996 erhielt er den Thalia-Preis für seine Rolle in Der Kopf der Medusa. 2013 wurde er erneut mit dem Český lev für seine Nebenrolle im Film Klauni geehrt. 2012 wurde er auf dem Zlín Film Festival mit dem Preis Goldener Schuh für seinen Beitrag zur Kinder- und Jugendfilmproduktion ausgezeichnet.
Gemeinsam mit seinem langjährigen Kollegen Oldřich Kaiser war Lábus in zahlreichen Fernseh- und Rundfunkprogrammen zu sehen. Ihre Zusammenarbeit begann 1979 mit Sketchen in der Sendung Kabaret U dobré pohody. Später traten sie in beliebten TV-Shows wie Možná přijde i kouzelník, Zeměkoule, Letem světem und Ruská ruleta auf. Seit 1991 gestalten sie die Hörspielserie Tlučhořovi.
2015 stand Jiří Lábus neben George Hardy, Katy Karrenbauer und Helmut Krauss für Eric Hordes‘ Film Trolls World – Voll vertrollt! wiederum als Rumburak vor der Kamera. Der Film wurde im Jahr 2020 veröffentlicht.

## Arbeit als Synchronsprecher
Jiří Lábus ist auch als Synchronsprecher tätig. Er lieh seine Stimme Marge Simpson in der tschechischen Version von Die Simpsons und sprach Charaktere in M*A*S*H. Besonders bekannt ist er als tschechische Stimme von Obelix in den Filmen Asterix – Operation Hinkelstein und Asterix – Sieg über Cäsar sowie als Sid, das Faultier, in der Ice Age-Filmreihe. Zudem sprach er die Figur des Gru in der tschechischen Version von Ich – Einfach unverbesserlich.
Er übernahm zudem Synchronrollen in Videospielen, darunter Ve stínu havrana und die tschechische Spielreihe Polda.

## Weitere Aktivitäten
1978 spielte Lábus in der kommunistischen Propaganda-Serie Dreißig Fälle des Majors Zeman die Rolle in der Folge Mimikry, die zur Diskreditierung der Underground-Band The Plastic People of the Universe diente. Später entschuldigte er sich öffentlich bei der Band und der Öffentlichkeit.
2001 sprach er das tschechische Hörbuch Harry Potter und der Stein der Weisen für den Albatros-Verlag ein. 2005 sorgte er mit Petr Čtvrtníček für Aufsehen mit dem satirischen Theaterstück Ivánku, kamaráde, můžeš mluvit?, das auf abgehörten Telefonaten korrupter Fußballfunktionäre basierte.
2014 spielte er im historischen TV-Mehrteiler České století den tschechoslowakischen Premierminister Ladislav Adamec.
Er war 2007 das Gesicht einer Regierungsinitiative zur Unterstützung des US-Raketenabwehrradars in Tschechien.
Jiří Lábus setzt sich für die Monarchie ein und war 1999 einer der Unterzeichner des Manifests Na prahu nového milénia, das von Petr Placák verfasst wurde.

## Filmografie (Auswahl)
- 1973: Anonyme Anzeige (Zatykač na královnu)
- 1976: Die Herren Buben (Páni kluci)
- 1978: Pan Tau – Alarm in den Wolken (Poplach v oblacích)
- 1978: Das unsichtbare Visier (Folge 13: King-Kong-Grippe I)
- 1979: Die Märchenbraut (Arabela) (Fernsehserie)
- 1980: Luzie, der Schrecken der Straße (Lucie, postrach ulice) (Fernsehserie)
- 1983: Die Besucher (Návštěvníci) (Fernsehserie)
- 1984: Der fliegende Ferdinand (Létající Čestmír) (Fernsehserie)
- 1984: Der Zauberrabe Rumburak (Rumburak) (Fernsehfilm)
- 1985: Der Rattenfänger von Hameln (Krysař)
- 1993: Die Rückkehr der Märchenbraut (Arabela se vrací) (Fernsehserie)
- 1999: Alle meine Lieben (Všichni moji blízcí)
- 2001: Als Großvater Rita Hayworth liebte
- 2001: Frühling im Herbst (Babí léto)
- 2001: Max, Susi und das magische Telefon (Mach, Šebestová a kouzelné sluchátko)
- 2006: Ich habe den englischen König bedient (Obsluhoval jsem anglického krále)
- 2007: Václav
- 2011: Saxana und die Reise ins Märchenland (Saxána a Lexikon kouzel)
- 2014: Die drei Brüder (Tři bratři)
- 2017: Der arme Teufel und das Glück (Nejlepší přítel)
- 2020: Trolls World – Voll vertrollt!
- 2023: A Sensitive Person